# جهاد أبو العينين
جهاد أبو العينين، ممثل مصري .

## عن حياته
له العديد من الأعمال التلفزيونية.

## من أعماله

### المسلسلات
- أوراق التوت
- النايت
- السبع وصايا
- ربيع الغضب
- الإمام الغزالي
- الجماعة
- جدار القلب

### السيت كوم
- راجل وست ستات (ج5)

### الدوبلاج
- المغامرون الخمسة والسفر الراسي عبر الزمن
- الوالدان السحريان (جورجن فون سترانجل)
- قيامة أرطغرل ( المعلم هاتشاتوريان )
- فيلم UP ( ابجد )